# Sven Fredriksson
Sven Fredriksson, född 19 november 1918 i Ljungby församling i Kalmar län, död 9 januari 1981 i Nybro församling i Kalmar län, var en svensk militär.

## Biografi
Sven Fredriksson avlade studentexamen i Kalmar 1938 och antogs som sjökadett samma år. Han deltog i sjöexpeditioner med flygplanskryssaren Gotland 1938–1939 och 1939, med torpedkryssaren Jacob Bagge 1939 samt med pansarskeppet Drottning Victoria, torpedkryssaren Örnen och pansarskeppet Tapperheten 1940. Han avlade sjöofficersexamen vid Sjökrigsskolan 1941 och utnämndes samma år till fänrik i flottan, varefter han valde att tjänstgöra i ubåtsvapnet och tjänstgjorde på ubåtarna Delfinen, Sjöormen och U7. Han befordrades till löjtnant 1943, gick Allmänna kursen vid Sjökrigshögskolan 1950–1951, befordrades till kapten 1951 och var fartygschef på ubåtarna Najad och Svärdfisken. Han gick Stabskursen vid Sjökrigshögskolan 1952–1953, varpå han var adjutant hos inspektören för ubåtsvapnet i Marinstaben i tre år, var fartygschef tillika divisionschef på ubåt, var chef för Operationsavdelningen vid Marinkommando Nord från 1957, befordrades till kommendörkapten av andra graden 1961 och var chef för Operationsavdelningen vid Marinkommando Syd. Han befordrades 1965 till kommendörkapten av första graden (en grad som 1972 ombenämndes till kommendörkapten), var stabschef vid Marinkommando Syd 1965–1966 och chef för Sjöoperativa avdelningen vid staben i Södra militärområdet från 1966. Fredriksson var chef för Malmö marina bevakningsområde 1970–1975 och  tjänstgjorde i Operationsledning 3 i Operationsledningen i Försvarsstaben från 1975 till sin pensionering 1979.
Sven Fredriksson invaldes som ledamot av Kungliga Örlogsmannasällskapet 1963. Han var sällskapets sekreterare 1965–1966.
Sven Fredriksson var son till godsägaren Sture Waldemar Fredriksson och Anna-Stina Crook. Han gifte sig 1941 med Lena-Stina Johansson (1921–2016). Makarna Fredriksson är begravda på Ljungby kyrkogård.

### Utmärkelser
- Riddare av första klassen av Svärdsorden, 1962.[13]